# さくら音頭
『さくら音頭』（さくらおんど）は、1934年（昭和9年）発売の日本の流行歌、および同作を主題歌とした4社競作による同年の日本の映画である。

## 略歴・概要
1934年2月にビクター、3月にテイチク、4月にコロムビア、5月にポリドールが競作で発売した。これらは同一楽曲ではなく、各レコード会社により作詞と作曲が異なる。
- ビクターレコード：作詞佐伯孝夫、作曲中山晋平
- コロムビアレコード：作詞伊庭孝、作曲佐々紅華
- ポリドールレコード：作詞サトウハチロー、作曲山田栄一
- テイチクレコード：作詞穂積久、作曲片岡志行

### 吹き込み歌手
- ビクターレコード：小唄勝太郎、三島一声、徳山璉、小林千代子
- コロムビアレコード：赤坂小梅、柳橋歌丸、柳橋富勇
- ポリドールレコード：東海林太郎、浅草〆香、新橋喜代三
- テイチクレコード：喜代治（新橋喜代三）、一松、藤村一郎（楠木繁夫）

## 映画
同年、ピー・シー・エル映画製作所（P.C.L.、現在の東宝スタジオ）、日活太秦撮影所、新興キネマ、大都映画、松竹蒲田撮影所が競作し、同年3月8日にP.C.L.版と大都版、3月14日に新興版、3月21日に日活版、4月15日に松竹版が封切られた。P.C.L.版と日活版と松竹版はトーキーであったが、新興版と大都版は、サイレント映画であった。
- 『さくら音頭 涙の母』 : 監督・原作・脚本木村荘十二、主演英百合子、製作ピー・シー・エル映画製作所、配給東和商事映画部
- 『さくら音頭』 : 監督渡辺邦男・マキノ正博、撮影碧川道夫、録音マキノ正博、主演五月潤子、製作日活太秦撮影所、配給日活
- 『さくら音頭』 : 監督清涼卓明、原作・脚本竹井諒、主演中野かほる、製作・配給新興キネマ
- 『さくら音頭』 : 監督根岸東一郎、原作河合徳三郎、主演琴糸路、製作・配給大都映画
- 『さくら音頭』 : 監督五所平之助、原作・脚本伏見晁、撮影小原譲治、録音土橋式松竹フォーン、主演坂東好太郎、製作松竹蒲田撮影所、配給松竹キネマ

第二次世界大戦後、1947年（昭和22年）3月25日、渡辺邦男がセルフリメイクし、長谷川一夫を主演に下記の映画を監督、公開された。
- 『さくら音頭 今日は踊って』 : 監督・脚本渡辺邦男、共同脚本岸松雄、撮影友成達雄、主演長谷川一夫、製作新東宝映画製作所（のちの新東宝）、配給東宝

## 註
1. 1 2  1934年 公開作品一覧　448作品、日本映画データベース、2010年7月21日閲覧。
2. ↑  東京朝日新聞 1934年3月20日夕刊の広告（新宿帝都座、神田日活館、浅草富士館、麻布日活館）
3. ↑  さくら音頭 今日は踊って、日本映画データベース、2010年7月21日閲覧。